# 寸头

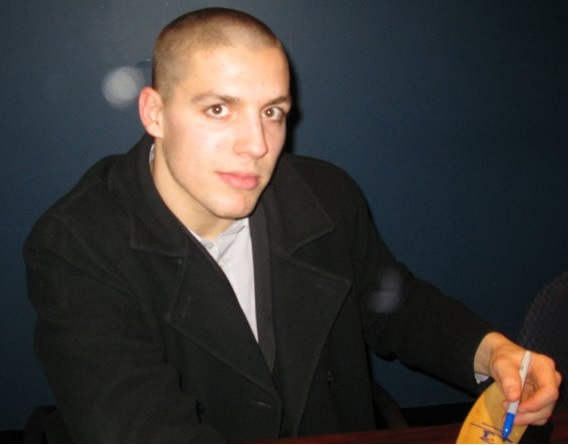
曲棍球运动员大卫·佩隆的寸头

寸头是一種头部各部分的头发长度相同的短发发型。随着19世纪后期塞尔维亚发明家尼古拉·比祖米奇發明手动理发器出现後寸头這一髮型開始產生。在一些国家中，入伍的新兵通常会剃成寸头。